# Glendora (Mississippi)
Glendora é uma vila localizada no estado americano de Mississippi, no Condado de Tallahatchie.

## Demografia
Segundo o censo americano de 2000, a sua população era de 285 habitantes.
Em 2006, foi estimada uma população de 264, um decréscimo de 21 (-7.4%).

## Geografia
De acordo com o United States Census Bureau tem uma área de
0,4 km², dos quais 0,4 km² cobertos por terra e 0,0 km² cobertos por água. Glendora localiza-se a aproximadamente 45 m acima do nível do mar.

## Localidades na vizinhança
O diagrama seguinte representa as localidades num raio de 24 km ao redor de Glendora.